# Galleria stradale Santa Lucia
La galleria Santa Lucia è una galleria autostradale italiana dell'Autostrada A1 in diretto proseguimento della variante del Valico. Aperta il 9 aprile 2021, per dimensione complessiva è la galleria più grande d'Europa e quinta al mondo, ed è, inoltre, la galleria a tre corsie più lunga d'Europa.

## Descrizione
Si tratta di un tunnel autostradale, a tre corsie più corsia di emergenza, lungo 7,5 km con un diametro di scavo pari a 15,965 metri e una sezione di scavo di 199 m², che collega i portali di Barberino di Mugello e Firenze Nord attraversando i calcari del Monte Morello e gli argilliti della formazione Sillano. Il tunnel è realizzato in galleria unica rivestita con un anello universale in conci prefabbricati.
La galleria, che completa l'ampliamento del tratto Bologna-Firenze della A1 da 4 a 7 corsie, è attraversata da una media di 100 veicoli al minuto in direzione sud e, rispetto al tratto precedente, riduce il tempo di percorrenza del 30% facendo risparmiare complessivamente oltre 1,5 milioni di ore l’anno con relativa riduzione di CO2 quantificabile in 2.000 tonnellate all’anno.

### Lavori
La galleria è stata scavata con una fresa meccanica a piena sezione di quasi 16 metri (15,965 m), la più grande d'Europa e terza al mondo. I lavori sono durati 1852 giorni e non si sono fermati durante la gestione della pandemia di quegl'anni; hanno rimosso 1.480.000 m³ di materiale e hanno impiegato circa 500 addetti, per un totale di circa 6 milioni di ore. I costi sono stati di circa 1 miliardo di euro.

## Opere correlate
Parte del materiale ricavato dallo scavo della galleria viene utilizzato per la creazione di una grande area di servizio bidirezionale in prossimità del raccordo A1-Variante di valico, si tratta dell'area di servizio più grande d'Europa.
Per dotare questa area di servizio (denominata "Bellosguardo") di ampi spazi verdi partendo da terre sterili ottenute dallo scavo è stato effettuato un progetto di ricerca sperimentale portato avanti da Autostrade per l'Italia IRSA-CNR e l'Università Bicocca di Milano. Per rendere, inoltre, le aree verdi autosufficienti sono state scelte specie vegetali particolarmente resistenti e concimi organici derivanti da scarti delle vicine aziende agricole, inoltre viene realizzata una vasca per la raccolta dell'acqua piovana da utilizzare per l’irrigazione.
Parte del materiale recuperato dallo scavo è, invece, utilizzato per realizzare la terza corsia dell'A11 Firenze-Mare.